# Ирина Герашченко
Ирина Игоровна Герашченко (укр. Ірина Ігорівна Геращенко; рус. Ири́на И́горевна Гера́щенко; Кијев, 10. март 1995.) је украјинска атлетичарка која се такмичи у скоку увис. Освојила је бронзану медаљу на Олимпијским играма 2024.
Била је 10. на Олимпијским играма 2016. и 4. на Олимпијским играма 2020.
Ирина има лични рекорд од 2,00 м (на отвореном)  и 1,98 м (у дворани).

## Међународна такмичења
| Година                  | Такмичење                           | Место                           | Позиција                | Дисциплина              | Резултат                | Белешка                 |
| Представљајући Украјину | Представљајући Украјину             | Представљајући Украјину         | Представљајући Украјину | Представљајући Украјину | Представљајући Украјину | Представљајући Украјину |
| ----------------------- | ----------------------------------- | ------------------------------- | ----------------------- | ----------------------- | ----------------------- | ----------------------- |
| 2011                    | Светско првенство за млађе јуниоре  | Лил, Француска                  | 2.                      | Скок увис               | 1.87 м                  |                         |
| 2012                    | Светско првенство за јуниоре        | Барселона, Шпанија              | 7.                      | Скок увис               | 1.85 м                  |                         |
| 2013                    | Европско првенство у дворани        | Гетеборг, Шведска               | 16.                     | Скок увис               | 1.85 м                  |                         |
| 2013                    | Европско првенство за јуниоре       | Ријети, Италија                 | 3.                      | Скок увис               | 1.84 м                  |                         |
| 2014                    | Светско првенство у дворани         | Сопот, Пољска                   | 10.                     | Скок увис               | 1.92 м                  |                         |
| 2014                    | Светско првенство за јуниоре        | Јуџин, САД                      | 5.                      | Скок увис               | 1.85 м                  |                         |
| 2014                    | Европско првенство                  | Цирих, Швајцарска               | 20.                     | Скок увис               | 1.85 м                  |                         |
| 2015                    | Европско првенство у дворани        | Праг, Чешка Република           | 10.                     | Скок увис               | 1.91 м                  |                         |
| 2015                    | Европско првенство за млађе сениоре | Талин, Естонија                 | 3.                      | Скок увис               | 1.87 м                  |                         |
| 2015                    | Светско првенство                   | Пекинг, Кина                    | 23.                     | Скок увис               | 1.85 м                  |                         |
| 2016                    | Европско првенств                   | Амстердам, Холандија            | 18.                     | Скок увис               | 1.85 м                  |                         |
| 2016                    | Олимпијске игре                     | Рио де Жанеиро, Бразил          | 10.                     | Скок увис               | 1.93 м                  |                         |
| 2017                    | Европско првенство за млађе сениоре | Бидгошч, Пољска                 | 2.                      | Скок увис               | 1.92 м                  |                         |
| 2017                    | Светско првенство                   | Лондон, Уједињено Краљевство    | 13.                     | Скок увис               | 1.89 м                  |                         |
| 2017                    | Универзијада                        | Тајпеј, Тајван                  | 2.                      | Скок увис               | 1.91 м                  |                         |
| 2018                    | Светско првенство у дворани         | Бирмингем, Уједињено Краљевство | 7.                      | Скок увис               | 1.84 м                  |                         |
| 2019                    | Европско првенство у дворани        | Глазгов, Уједињено Краљевство   | 5.                      | Скок увис               | 1.94 м                  |                         |
| 2019                    | Универзијада                        | Напуљ, Италија                  | 2.                      | Скок увис               | 1.91 м                  |                         |
| 2019                    | Светско првенство                   | Доха, Катар                     | 23.                     | Скок увис               | 1.85 м                  |                         |
| 2021                    | Европско првенство у дворани        | Торуњ, Пољска                   | 2.                      | Скок увис               | 1.98 м                  |                         |
| 2021                    | Олимпијске игре                     | Токио, Јапан                    | 4.                      | Скок увис               | 1.98 м                  |                         |
| 2022                    | Светско првенство у дворани         | Београд, Србија                 | 5.                      | Скок увис               | 1.92 м                  |                         |
| 2022                    | Светско првенство                   | Јуџин, САД                      | 4.                      | Скок увис               | 2.00 м                  |                         |
| 2022                    | Европско првенство                  | Минхен, Немачка                 | 5.                      | Скок увис               | 1.93 м                  |                         |
| 2023                    | Светско првенство                   | Будимпешта, Мађарска            | 5.                      | Скок увис               | 1.94 м                  |                         |
| 2024                    | Европско првенство                  | Рим, Италија                    | 3.                      | Скок увис               | 1.95 м                  |                         |
| 2024                    | Олимпијске игре                     | Париз, Француска                | 3.                      | Скок увис               | 1.95 м                  |                         |